# Baabda (distrito)
Baabda (بعبدا, em árabe) é um distrito libanês localizado na província de Monte Líbano, ao sul da capital do país, Beirute. A capital do distrito é a cidade de Baabda.

## Localidades
- Baabda
- Kfarshima
- Hammana
- Chiyah
- Ras el Matn
- Qarnayel